# Liste von Bildungsträgern in Hamburg
Die Liste von Bildungsträgern in Hamburg nennt in Hamburg ansässige Träger der Erwachsenen- und Weiterbildung (Stand: 2022):
- Abendschule vor dem Holstentor
- Academy for Architectural Culture
- Berufsförderungswerk Hamburg
- Deutsche Angestellten-Akademie
- Elbcampus
- Evangelische Medienakademie
- Hamburger Volkshochschule
- Hansa-Kolleg
- Landesinstitut für Lehrerbildung und Schulentwicklung
- Staatliches Abendgymnasium mit Abendschule St. Georg
- Stiftung Berufliche Bildung
- Stiftung Grone-Schule.